# Hell Breaks Loose
Hell Breaks Loose (englisch für „(die) Hölle bricht los“) ist ein Lied des US-amerikanischen Rappers Eminem, das er zusammen mit dem Rapper und Musikproduzenten Dr. Dre aufnahm. Der Song ist eine Singleauskopplung seines Albums Relapse: Refill und wurde am 15. Dezember 2009, zeitgleich mit der Single Elevator, zum Download veröffentlicht.

## Inhalt
| Liedteil   | Künstler           |
| 1. Strophe | Eminem             |
| Refrain    | Eminem             |
| 2. Strophe | Dr. Dre            |
| 3. Strophe | Eminem und Dr. Dre |

In Hell Breaks Loose rappen Eminem und Dr. Dre vor allem über ihre jahrelange und erfolgreiche Zusammenarbeit, die in Liedern resultiere, auf denen „die Hölle losbricht.“ Der Text enthält zahlreiche Wortspiele, Vergleiche, Metaphern und Hyperbeln. Beide rappen in hoher Geschwindigkeit, preisen ihre Fähigkeiten und machen viele Anspielungen über Frauen. So rappt Eminem unter anderem über verschiedene Körbchengrößen.

“Try to restrain us, you can’t contain us

We’re still gonna make a stink no matter what we do

Everywhere we go it seems, we’re looking for any excuse to just cut loose

So this’ll be the part of the song that they drop the needle on and hell breaks loose”

## Produktion
Der Song wurde von den Musikproduzenten Dr. Dre und Mark Batson produziert, die zusammen mit Eminem, Dawaun Parker und Trevor Lawrence Jr. auch als Autoren fungierten.

## Single

### Covergestaltung
Das Singlecover zeigt Eminem, der vor einer blutverschmierten Wand sitzt und den Betrachter mit ernstem Blick ansieht. Im oberen Teil des Bildes befinden sich die weißen Schriftzüge Eminem, Hell Breaks Loose und feat. Dr. Dre.

### Chartplatzierungen
Hell Breaks Loose stieg am 2. Januar 2010 für eine Woche auf Platz 29 in die US-amerikanischen Singlecharts ein. In Europa konnte sich der Song nicht in den Charts platzieren.
| ChartsChartplatzierungen       | Höchstplatzierung | Wochen |
| ------------------------------ | ----------------- | ------ |
| Vereinigte Staaten (Billboard) | 29 (1 Wo.)        | 1      |